# 文德守
文德守（韓語：문덕수，1928年12月8日—2020年3月13日），号心山、又号青苔，男，庆尚南道咸安人，韩国现代诗人，弘益大學名誉教授，韩国艺术院会员。

## 生平
1928年生于庆尚南道咸安郡。1947年开始发表作品，毕业于弘益大學国文系。1956年，创作的诗歌《沉默》《化石》《在风浪中》刊登在《现代文学》杂志，初登文坛。后在高麗大學韩国语文研究所获文学博士学位。曾任弘益大學韩文系教授、师范学院院长、教育学院院长。兼任韩国现代诗人协会会长、韩国文化艺术振兴院院长等职。1973年任月刊《诗文学》总编辑。1964年获现代文学奖，1978年获现代诗人奖，1994年获韩国文化艺术奖，1997年获首尔特别市文化奖，2000年获韩国文化勋章。著有诗集《恍惚》《线、空间》《本籍地》《晨海》《架桥》《素描》等，论著《文学的一般理解》《韩国现代主义诗研究》《诗论》《超越现代主义》等。文德守在1960年代发表的早期诗歌探求纯粹心理主义倾向，象征性地反映社会现实，开拓了内心世界的美学。后期的诗歌逐渐把视野扩展到事物全体，最终将重点放在对文明的批判上。2020年3月13日逝世，终年91岁。

## 主要作品
| 出版年份 | 名称 | 中文译名     |
| -------- | ---- | ------------ |
| 1956年   |      | 《恍惚》     |
| 1966年   |      | 《线、空间》 |
| 1968年   |      | 《本籍地》   |
| 1975年   |      | 《晨海》     |
| 1982年   |      | 《架桥》     |

## 中文译本
- 文德守. . 由金尚浩翻译. 百花文艺出版社. 2013. ISBN 9787530663646.